# Armille (architecture)
Pour les articles homonymes, voir Armille.
 (mai 2019).
Une armille est, en architecture, une moulure en forme de trois filets installée sous le tailloir d'un chapiteau dorique mais aussi dans certaines œuvres : des armilles ornent par exemple l'autel de la Gens Augusta daté de l'époque d'Auguste et conservé au musée national du Bardo. Cela désigne également en archéologie un bracelet composé de plusieurs anneaux.